# 凝德
凝德（18世纪？—1800年），清朝官员，乌雅氏，满洲正黄旗人，尚书官保的儿子。

## 生平
凝德授蓝翎侍卫，历任銮舆卫治仪正、冠军使。出任直隶独石口副将，称之为督标中军。嘉庆元年（1796年），赴湖北军镇压白莲教起义，在红土山参与击破黄玉贵，赏花翎。嘉庆二年（1797年），赴孤山冲防剿，不久入川。王三槐袭扰渠县，凝德扼守红春坝。嘉庆四年（1799年），擢甘肃巴里坤总兵。跟随恒瑞甘肃剿贼，驻守三曹河。敌人北逃，追至老柏树、牟家坝、两河口，将其击败。嘉庆五年（1800年），辛聪馀党流窜至秦安，假称伏羌被围，凝德率兵四百赴援，未至四十里遇敌，寡不敌众，拒战被害。予骑都尉世职。其嫡室为马佳氏，继室为王氏、胡氏。光緒十六年正月二十二日，加恩追贈一品封典。

## 子孙
- 子：百禄，任通判、知州。光緒十六年正月二十二日，加恩追贈一品封典。嫡室栋鄂氏，称为栋鄂夫人，侧室周氏，称为周夫人。
  - 孙：灵寿，任銮仪卫笔帖式、议叙候选主事。
    - 曾孙女：道光帝莊順皇貴妃，灵寿女，醇亲王奕譞生母，光绪帝、载沣祖母，溥仪曾祖母
    - 曾孙：禧霖，灵寿子，翁安人所出，被出继予同族之三多长子骑都尉崇寿
    - 曾孙：廷会（廷惠），灵寿继子，同治十二年三月二十六日亥时出生，后加恩赏给骑都尉，世襲罔替。